# Zarzecze (Szewna)
Zarzecze – część wsi Szewna w Polsce, położona w województwie świętokrzyskim, w powiecie ostrowieckim, w gminie Bodzechów.
W latach 1975–1998 Zarzecze administracyjnie należało do województwa kieleckiego.